# Самійловка (Мелеузівський район)
Самі́йловка (рос. Самойловка, башк. Самойловка) — присілок у складі Мелеузівського району Башкортостану, Росія. Входить до складу Первомайської сільської ради.
Населення — 273 особи (2010; 197 в 2002).
Національний склад:
- росіяни — 63%